# Zgodność motywacji
Zgodność motywacji – sytuacja, w której każdy uczestnik gry otrzymuje największe korzyści, kiedy wyjawia swoje szczere preferencje.
Pojęcie zgodności motywacji po raz pierwszy pojawiło się w pracy Leonida Hurwicza (1973). Definiuje on zgodność motywacji następująco: dla pewnej konfiguracji zachowań graczy, które doprowadzają do punktu równowagi Nasha, konfiguracja ta jest (indywidualnie) zgodna motywacyjnie, jeśli żaden uczestnik nie będzie zyskiwał na odchodzeniu od tej konfiguracji, pod warunkiem, że pozostali uczestnicy nie będą od niej odchodzili (Hurwicz, 1973)
Inna definicja zgodności motywacji przedstawiona przez Toczyłowskiego (2002): Zgodność motywacji pewnego mechanizmu rynkowego oznacza, że zachęca on do zgodności realizacji celów indywidualnych i globalnych, a strategie uczestników ujawniających prawdę, czyli strategie polegające na szczerym przekazywaniu prawdziwych danych o ich rzeczywistych preferencjach, są ich najlepszymi strategiami działania w punktach równowagi gry (Toczyłowski, 2002).
Następnie, inni badacze rozszerzyli to pojęcie i zdefiniowali różne stopnie zgodności motywacji:
- zgodność motywacji w strategiach dominujących - kiedy dla każdego gracza (podmiotu) mówienie prawdy jest strategią dominującą
- zgodność motywacji w równowadze Nasha - kiedy żaden gracz nie zyska na odejściu z punktu równowagi Nasha (rozpatrywana przy założeniu o pełnej informacji)
- zgodność motywacji w równowadze Bayesa-Nasha - kiedy żaden gracz nie zyska na odejściu z punktu równowagi Bayesa-Nasha (rozpatrywana przy założeniu o niepełnej informacji)

Przykładem mechanizmu, który posiada własność zgodności motywacji w strategiach dominujących jest aukcja VCG (Vickreya, Clarke'a, Grovesa).